# Johann Samuel Göbel
Johann Samuel Göbel (* 23. August 1762 in Ruppendorf; † 17. Oktober 1798 in Dresden) war ein kursächsischer Finanzsekretär und Historiker.

## Leben
Göbels Vater war Besitzer eines hinteren Vorwerks. Er selbst hatte 1773 das Gymnasium in Freiberg besucht und studierte ab 1781 an der Universität Leipzig. 1785 absolvierte er sein Studium der Rechte, examinierte pro praxi juridica und fand eine Anstellung als Aktuar in Eythra. Im Folgejahr nahm er eine Stelle als Aktuar im Amt Frauenstein an. 1787 wurde er Hofmeister der Söhne eines verstorbenen Kreiskommissars in Großhartmannsdorf und wirkte als Privatsekretär in Ottendorf. 
1790 war er Akzessist im Amt Dresden, stieg dort zum Vizeaktuar auf und begleitete 1791 zwei junge Adlige als Lehrer an die Universität Wittenberg. In Wittenberg vertraute man ihm 1794 die Aufsicht über die von Johann August von Ponickau hinterlassenen 16.000 Bände und rund 30.000 in Kapseln aufbewahrten Kleinschriften seiner umfassenden Privatbibliothek an. Diese ordnete er und legte einen systematischen Katalog an. Noch im selben Jahr wurde er in Dresden sächsischer außerordentlicher Finanzsekretär, wo er in frühen Lebensjahren verstarb.

## Werkauswahl
1. Handbuch für Notarien, besonders in Kursachsen. Freiberg 1793
2. Von der öffentlichen Vorladung in Verlassenschaftssachen der Abwesenden, nach kurfürstlichen Rechten. Eine akademische Streitschrift des verdorbenen D. Schott zu Leipzig, ins Teutsche übersetzt und mit Anmerkungen und einem Register begleitet. Freiberg 1793
3. Ursprung, Geschichte und Verfassung der Konsistorien in den kursächsischen Landen; ein Beytrag zur Statistik von Kursachsen. Freiberg und Annaberg 1794 Rezension Online
4. Die Ruinen von Tarant; ein Beytrag zur Kunde der Vorzeit und neuern Lektüre. Dresden 1795
5. Von der Landtagsverfassung im Hochstift Merseburg, ein Versuch von J. S. Gbl. in .Weisse'ns Museum für die Sächsische Geschichte B. 3. St. i. 1796